# イアン・ウォーカー (サッカー選手)
イアン・マイケル・ウォーカー（Ian Michael Walker, 1971年10月31日 - ）は、イングランド・ワトフォード出身の元イングランド代表サッカー選手。現役時代のポジションはGK。

## 経歴
トッテナム・ホットスパーFCで正GKとして活躍。2001年のレスター・シティFC移籍後も引き続き守護神を務め、2002-03シーズンにはクラブのプレミアリーグ昇格に貢献。2005年にボルトン・ワンダラーズFCへ移籍した後はユッシ・ヤースケライネンの控えに回り、2008年に現役を引退した。
2011年3月15日、カンファレンス・サウスに所属するビショップズ・ストートフォードFCの指揮官に就任。翌年4月から1年半は上海緑地申花足球倶楽部で、2014年1月より2016年11月まで上海上港集団足球倶楽部でGKコーチを務めた。

## 所属クラブ
- トッテナム・ホットスパーFC 1989-2001

→  オックスフォード・ユナイテッドFC 1990 (loan)
→  イプスウィッチ・タウンFC 1990 (loan)
- レスター・シティFC 2001-2005
- ボルトン・ワンダラーズFC 2005-2008